# 圣地亚哥-德拉普埃夫拉
圣地亚哥-德拉普埃夫拉是西班牙卡斯蒂利亚-莱昂萨拉曼卡省的一个市镇。 总面积53平方公里，总人口515人（2001年），人口密度10人/平方公里。